# Port lotniczy Beihai-Fucheng
Port lotniczy Beihai-Fucheng (IATA: BHY, ICAO: ZGBH) – port lotniczy położony w Beihai, w regionie autonomicznym Kuangsi, w Chińskiej Republice Ludowej.

## Linie lotnicze i połączenia
| Linia Lotnicza          | Kierunek                                                                |
| ----------------------- | ----------------------------------------------------------------------- |
| Chang’an Airlines       | 1. Xi’an                                                                |
| Air China               | 1. Pekin 2. Chengdu-Shuangliu 3. Chengdu-Tianfu                         |
| Chengdu Airlines        | 1. Chengdu-Shuangliu 2. Shenyang 3. Shenzhen 4. Wuhan                   |
| China Eastern Airlines  | 1. Nankin 2. Szanghaj-Pudong 3. Taiyuan 4. Wuhan 5. Yichang 6. Yuncheng |
| China Southern Airlines | 1. Guangzhou                                                            |
| China United Airlines   | 1. Pekin-Daxing                                                         |
| Jiangxi Air             | 1. Nanchang 2. Zhengzhou                                                |
| Joy Air                 | 1. Changsha 2. Harbin                                                   |
| OTT Airlines            | 1. Guilin 2. Nanchang                                                   |
| Sichuan Airlines        | 1. Chengdu-Tianfu 2. Chongqing 3. Harbin 4. Xi’an                       |
| Spring Airlines         | 1. Dalian 2. Hefei 3. Shenyang 4. Shijiazhuang                          |
| West Air                | 1. Chongqing 2. Zhengzhou                                               |
| Xiamen Air              | 1. Hangzhou                                                             |